# Erephognathus
Erephognathus es un  género de coleópteros adéfagos de la familia Carabidae.

## Especies
Comprende las siguientes especies:
- Erephognathus coerulescens (Fairmaire, 1903)
- Erephognathus margarithrix Alluaud, 1936